# Mesochorus japonicus
Mesochorus japonicus är en stekelart som beskrevs av Kusigemati 1985. Mesochorus japonicus ingår i släktet Mesochorus och familjen brokparasitsteklar. Inga underarter finns listade i Catalogue of Life.